# Dolf e la crociata dei bambini
Dolf e la crociata dei bambini (Kruistocht in spijkerbroek) è un film del 2006 diretto da Ben Sombogaart.

## Trama
Dolf è un ragazzo di 16 anni. Avendo provocato la sconfitta della sua squadra di calcio in una partita importante e sentendone il peso, decide di utilizzare la macchina del tempo inventata da sua madre per rimediare. Un errore però lo catapulta nel Medioevo, dove incappa in una crociata di bambini, con cui farà amicizia, e che aiuterà ad arrivare a Gerusalemme.

## Produzione
Il film è ispirato alla Crociata dei fanciulli, un fatto leggendario del Medioevo, la cui realtà storica è dubbia, anche se appare quanto meno certa la connessione con due episodi simili che tuttavia non coinvolsero bambini.

## Anacronismi
Dolf fa sentire un MP3 ai bambini, che si spaventano, ma Dolf li tranquillizza, definendo l'MP3 un "cantastorie in una scatola". Un bambino vede una merendina nella giacca di Dolf. Si può chiaramente notare che la merendina è un Mars.